# Porto Gouveia
Porto Gouveia es una localidad caboverdiana del municipio de Ribeira Grande de Santiago.

## Geografía
La localidad está situada en la isla Santiago.

## Organización territorial
La localidad abarca los lugares y barrios de:
- Alto Gouveia
- Chã Sanches
- Kerlem
- Lém Correira
- Riba Txada
- Tira Tema
- Tomba Torro
- Travessa